# 清君側
清君側（せいぐんそく、君側(の奸)を清める）は、中国などの漢字文化圏の国々に於ける政治用語。
その主な意味は、君主の周りの反抗的な有力者を退ける事である。これは君主を支持して不満分子を排除することを意図していたが、主に反勢力の者によって王位を奪う為の大義名分に利用された。

## 歴史における清君側

### 中国
歴史上で有名な清君側は、呉楚七国の乱で早期前漢王朝を7カ国に提案し、その時点でトラブルにあった「罰鼂錯と清軍側」鼂錯などを使用して、正当性を強化するための「反抗的な法廷泥棒」とした。しかしその後チャオ・クオが殺され、戦いが収まることはなかった。
1645年（清の順治2年、南明の弘光元年）、南明の寧南侯左良玉が弘光帝に向けて80万の軍に清君側の名の下で馬士英・阮大鋮らが使用した。
1964年1月21日、中華民国陸軍の副司令官である趙志華少将（当時の司令官代理）は台湾の新竹県湖口郷にある武装勢力基地で反乱を起こそうとしたが、失敗した。

### 日本
日本では明治10年（1877年）の西南戦争時、改革派の西郷隆盛は明治維新後の新政府に立ち向かうために清君側を使用した。
昭和11年（1936年）の二・二六事件も、蜂起した将校と兵士のスローガンも「君側の奸」を破壊することであったという。

## 他の事件

### ジンバブエ
2017年11月15日、ジンバブエの与党は当時大統領であったロバート・ムガベが軍に拘束され、自宅軟禁されていると報告した。与党はジンバブエで流血クーデターを起こしておらず、「体制の変更はない」と強調した文書を発表した。当時副大統領であったエマーソン・ムナンガグワ（現・大統領）が党の議長を引き継ぐ。ジンバブエ軍長は、全国テレビでの生の演説で、軍の標的はムガベ大統領ではなく、大統領を脅迫した犯罪者であると述べ、これらの「犯罪者」が社会的および経済的損害を引き起こしたとした。この事件は中国では「清君側」の下でのクーデターとみなされている。

## 参照
1. ↑  “鼂錯” (中文). 教育百科.   中華民國教育部. 2020年3月13日閲覧。 “前154年，呉王劉濞會七國，以「誅鼂錯，清君側」為名，起兵叛亂，史稱七國之亂。”
2. ↑  津巴布韋政權更迭：一場早有伏筆的“清君側”.新浪網.[2017-11-15]